# Macon (Mississippi)
Pour les articles homonymes, voir Macon.
La ville de Macon est le siège du comté de Noxubee, situé dans l'État du Mississippi, aux États-Unis.
Elle a été fondée en 1833 sous le nom de Taladega, puis a pris le nom de Macon en 1835. La ville s'étend sur la rive nord de la rivière Noxubee (anciennement ruisseau Nachebe).